# Sollefteå HK
Le Sollefteå HK est un club de hockey sur glace Suédois de la ville de Sollefteå en Suède. Il évolue en Division 1, le troisième échelon suédois.

## Historique
Le club est créé le 12 août 1977 par la fusion du Sollefteå IK et du Långsele AIF ; il prend alors le nom de IK Polar. Il garde ce nom jusqu'en 1985 où il est alors renommé Sollefteå HK.